# Alexander Issatschenko (Biathlet)
Alexander Issatschenko (* 22. Juli 1986) ist ein kasachischer Biathlet.
Alexander Issatschenko bestritt seine erste internationale Meisterschaft 2005 im Rahmen der Biathlon-Weltmeisterschaften der Junioren in Kontiolahti. In Finnland wurde er 38. des Einzels, 46. des Sprints, 53. der Verfolgung und 17. mit der Staffel Kasachstans. Seit 2006 lief er auch im Biathlon-Europacup, zunächst ein Rennen bei den Junioren, seit seinem zweiten Rennen in Obertilliach bei den Männern. 2008 erreichte er mit einem 26. Platz in einem Sprint an selber Stelle sein bislang bestes Resultat in der zweithöchsten Rennserie des Biathlons und zugleich gewann er seine ersten Punkte. Sein erstes Großereignis bei den Männern wurden die Biathlon-Europameisterschaften 2009 in Ufa, bei denen Issatschenko im Einzel 45. wurde, 47. des Sprints und 44. der Verfolgung.